# ورونیکا کوکلا
ورونیکا کوکلا (انگلیسی: Veronica Cochelea؛ زادهٔ ۱۵ نوامبر ۱۹۶۵) قایقران روئینگ اهل رومانی بود.
وی در مسابقات کشوری و بین‌المللی در مجموع برندهٔ ۶ مدال طلا، ۷ مدال نقره، ۴ مدال برنز شده‌است.